# Santa Pola
Santa Pola es un municipio de la Comunidad Valenciana (España) situado en la costa de la provincia de Alicante, en la comarca del Bajo Vinalopó. Su población es de 38 556 habitantes (INE 2024). Los principales atractivos de Santa Pola son sus restos históricos, su puerto, sus salinas y sus playas dotadas de bandera azul, símbolo de calidad ambiental otorgado por la Fundación Europea de Educación Ambiental.

## Toponimia
El topónimo Santa Pola parece en principio una derivación de Santa Paula, si bien habría que documentar si alguna vez se dio culto en esta zona a esta popular santa. Una muy probable etimología popular hace derivar el topónimo del nombre latino del apóstol San Pablo que, según una tradición local, habría desembarcado en la vecina isla de Tabarca. Por último, hay autores que señalan que el verdadero origen del topónimo pueda encontrarse en el latín palus ('humedal'), que por metátesis pasaría a pauls y de ahí a pol; esta hipótesis tiene sentido, pero deja sin explicación el añadido del Santa, y faltaría además documentar el hipotético uso local continuado de esta palabra durante muchos siglos.

## Geografía

Localización de Santa Pola respecto a la comarca del Bajo Vinalopó

Santa Pola es un municipio costero, con 52,8 km², buena parte de los cuales está protegido por parajes naturales. El núcleo de la población se desarrolla teniendo el puerto y el castillo como centro, pero limitado por dos parajes naturales que lo flanquean. Al oeste, se encuentra el parque natural de las Salinas de Santa Pola, y al este, se encuentran la Sierra y el Cabo de Santa Pola.
La línea de costa tiene 13 km y se puede dividir en varios sectores. Desde el límite sur con Elche hasta el casco urbano encontramos una fina franja de arena, que es la que separa las salinas del mar; en esta zona se encuentran las playas de El Pinet y La Gola. Las playas urbanas son la del Tamarit, Lisa y Gran Playa al oeste del puerto; y al este la de Levante, las calas de Santiago Bernabéu, (una sucesión de pequeñas playas separadas artificialmente mediante espigones) y la del Varadero, que se encuentra junto a los astilleros. Desde ahí en adelante, toda la costa del cabo es estrecha y accidentada, con pequeñas calas que se encuentran bajo el acantilado. El cabo en sí es vértice geodésico de primer orden y se conoce también como cabo de l’Aljub. Tiene sobre él un faro de tercer orden instalado desde 1858 sobre la antigua torre de la Atalayola. Frente al cabo, a menos de 3 millas náuticas (5,56 km), se encuentra la isla de Tabarca, también llamada Isla Plana o de Santa Pola, que pertenece al municipio de Alicante.
El relieve presenta tres zonas totalmente distintas: la del NE está ocupada por la sierra de Santa Pola, una especie de promontorio tabular compuesto por margas azuladas y molasas amarillentas que alcanza una altitud máxima de 143 m en el lugar donde está el faro. La zona del NO, tierra adentro de la citada sierra, se corresponde con un llano de tipo cuaternario donde se ha desarrollado la única zona agrícola del término municipal, mientras que toda la mitad meridional viene a coincidir con la zona pantanosa de la Albufera de Elche, separada del mar por una flecha de arenas con dunas. En esta zona marismeña se venía extrayendo sal desde tiempo inmemorial, pero las grandes explotaciones que hoy dominan su paisaje empezaron a gestarse a finales del siglo XIX (700 hectáreas en el Braç del Port) y se ampliaron a comienzos del siglo XX.
|              | Norte: Elche          |                        |
| Oeste: Elche |                       | Este: mar Mediterráneo |
|              | Sur: mar Mediterráneo |                        |

### Clima
Santa Pola disfruta de un suave clima mediterráneo árido, con una media de 14 °C en enero y de 26 °C en agosto, que es ideal para el turismo. Las lluvias, no obstante, son muy escasas, no superando los 240 mm anuales.

## Historia

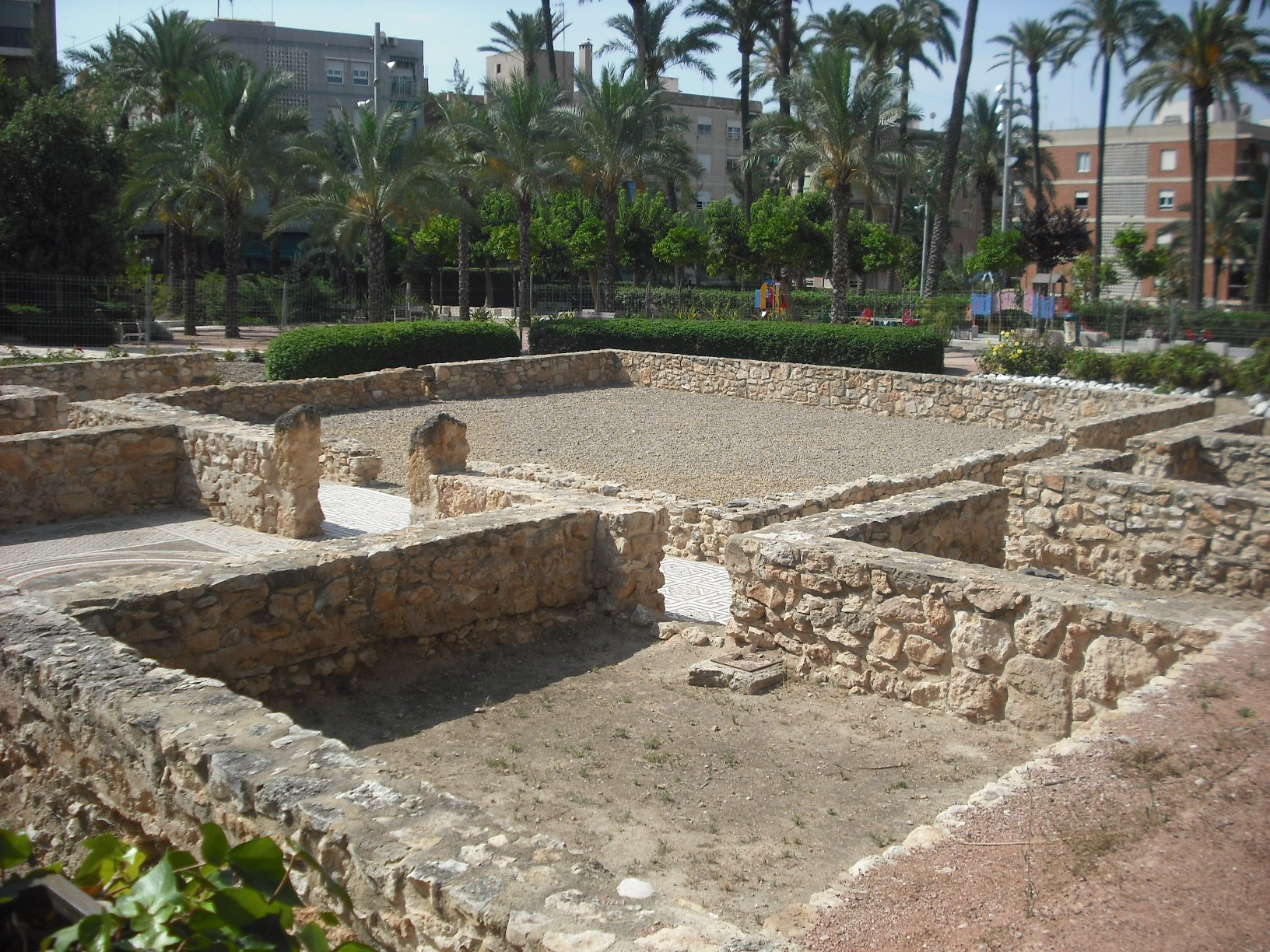
Restos arqueológicos romanos en el Palmeral

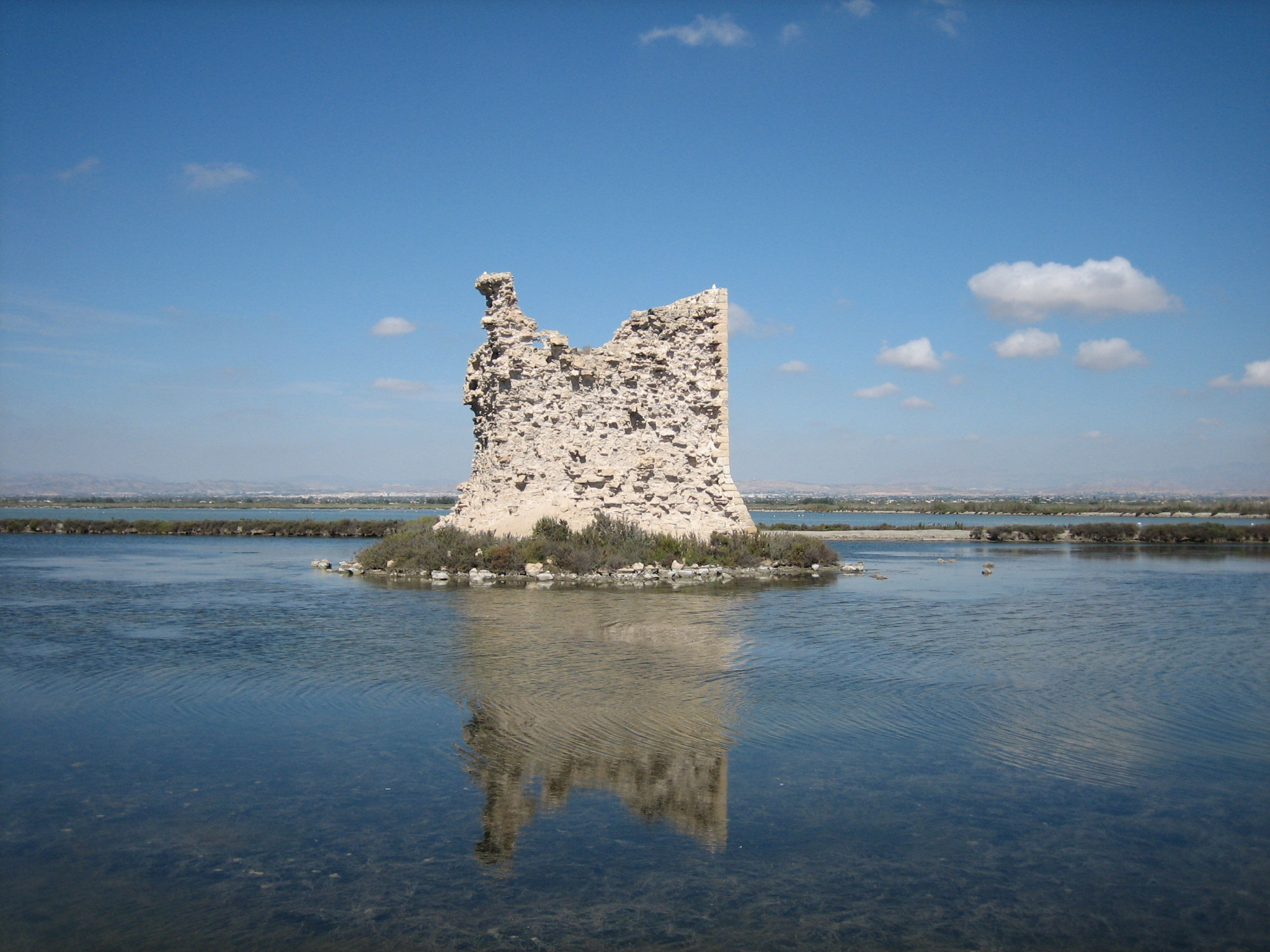
Vista de la Torre de Tamarit, situada en pleno parque de las Salinas de Santa Pola

Los primeros vestigios de vida humana en el área de Santa Pola se remontan al III milenio a. C., habiéndose encontrado materiales y pinturas del Eneolítico en la Cueva de las Arañas del Carabassí, así como restos del paso de cazadores-recolectores del paleolítico superior en la Cueva de las Teresitas. En el siglo IV a. C. se construyó un poblado ibérico amurallado en la desembocadura del río Vinalopó, a orillas de la antigua Albufera de Elche, que sirvió como base comercial, principalmente con Grecia. En el siglo I se construyó, cerca del lugar que había ocupado el poblado ibérico, un puerto que servía a la ciudad de Illici y se denominó Portus Illicitanus, según aparece citado por Claudio Ptolomeo en Civitates Mediterraneae. Este puerto fue fundamental para el desarrollo del comercio marítimo en la región, además de uno de los puertos más importantes junto con el de Cartagena. En él se preparó en 460 la flota que el emperador Mayoriano había botado para atacar a los vándalos del norte de África y que resultó quemada en el mismo puerto. Del asentamiento romano se conservan una necrópolis, una factoría de salazón de pescado y la Casa Romana del Palmeral. Parte de sus restos aparecen descritos ya en 1621 por el ilicitano Cristòfol Sanz, aunque no serían excavados sistemáticamente hasta el siglo XX.
Se sabe poco de la situación de Santa Pola tras la caída del Imperio romano, ya que el puerto quedó prácticamente en desuso y la población de la zona cayó drásticamente. No obstante, se cree que los visigodos tenían una flota lista en él al menos desde la época de Sisebuto (612-621), con la que es probable que el conde Teodomiro repeliera un ataque bizantino en 754. En época medieval debió de seguir en uso, pero la primera mención que consta de Santa Pola data de 1275, apareciendo como puerto del Cap de l'Aljub ('Cabo del Aljibe'). El puerto, que volvió a cobrar importancia, se protegió en 1337 con una torre que en 1379 ya estaba comandada por un alcaide, mientras que a su alrededor había un corticho (sic) de pescadores, según el Llibre de Concells de Elche. Aparecieron también unos almacenes que ya aparecen citados a mediados del siglo XV, y documentos algo posteriores hablan ya de tiendas, un horno de pan y de obras para una iglesia. La prosperidad comercial y el peligro de la piratería berberisca aconsejaron a los ilicitanos la construcción de un fuerte o castillo de grandes dimensiones en donde se pudieran refugiar los marineros y mercaderes en caso de ataque. La obra fue iniciada en 1557 por el duque Bernardino de Cárdenas, virrey de Valencia e hijo del marqués de Elche, y en 1562 ya estaba dotada de cañones. En 1609 embarcaron en Santa Pola los moriscos ilicitanos con destino a Orán.
En 1739, según un informe redactado por el administrador del marqués de Elche, dentro de las murallas del castillo se encontraban la iglesia de la Virgen de Loreto y 29 casas donde residían 21 familias de soldados, pese a haber desaparecido ya el peligro pirata. En 1761 el Veïnatge d'Elx señala 15 soldados en el castillo y 26 vecinos de dicho castillo (unos 100 hab.), que habitaban la población que ya se iba formando alrededor del fuerte y que aparecía ya claramente definida en 1766 en un plano del "Lugar nuevo de Santa Pola" en el que se señalaban unas tres docenas de casas además del cuartel. A raíz de las obras de colonización de la isla de Tabarca que comenzaron 1769 y por las que se deforestó buena parte de la sierra de Santa Pola, el número de habitantes aumentó rápidamente. En 1769 había unos 471 habitantes que en 1794 ya eran 870. Cavanilles, que visitó la localidad ese año, señala que «[...] su caserío es infeliz y pobres los vecinos, ocupados en parte en la agricultura, y en parte en la pesca. Las mujeres y niños hacen cordeles para las fábricas de Alicante».
En 1812 aprovechando las circunstancias de la Guerra de la Independencia Española, la población solicitó la independencia municipal de Elche y creó su propio ayuntamiento, aunque la segregación no fue efectiva hasta 1835. Durante el siglo XIX la actividad pesquera y mercantil de exportación hizo crecer la población casi exponencialmente, al mismo tiempo que la función de veraneo. Las playas estaban en 1810 ya tan concurridas que el ayuntamiento de Elche se vio en la obligación de publicar un Reglamento y methodo de vida que debe observarse por los que vienen a esta de Sta Pola con motivo de recreo o bañarse. De hecho, el Diccionario de Madoz (1845-1850) afirma que Santa Pola "consta de 350 casas, casi todas de un solo piso, aseadas, limpias y de agradable aspecto, muchas de las cuales pertenecen á propietarios de Elche, que solo las tienen con el objeto de ir á pasar en ellas la temporada de baños".
En 1877, el rey Alfonso XII le concedió el rango de villa y, ya en 1944, se delimitó su término municipal. En la década de 1950 se amplió el puerto al aumentar la flota pesquera, aunque el impulso definitivo vino dado por el boom turístico de la década de 1960. Las primeras construcciones afectaron a la playa Lisa y a Santa Pola del Este, con casas de una o dos alturas, pero pronto comenzaron las grandes actuaciones a base de edificios de apartamentos de ocho y diez alturas a los que más tarde se añadirían los adosados en las laderas de la sierra.

## Demografía
Santa Pola cuenta con una población de 38 556 habitantes (INE 2024).
| Gráfica de evolución demográfica de Santa Pola entre 1842 y 2021                                                    |
| |
| Población de derecho según los censos de población del INE Población de hecho según los censos de población del INE |

La mayoría de la población vivía en la ciudad de Santa Pola, y el resto en diversos núcleos de población, que se encuentran esparcidos por el amplio término municipal, distribuidos como sigue:
| Núcleo de población | Habitantes | Coordenadas                               | Distancia (km) |
| ------------------- | ---------- | ----------------------------------------- | -------------- |
| Gran Alicante       | 10 846     | 38°13′47″N 0°31′44″O / 38.22972, -0.52889 | 5,5            |
| Meleja              | 60         | 38°12′18″N 0°32′50″O / 38.20500, -0.54722 | 1,5            |
| Pueblo Levantino    | 117        | 38°12′25″N 0°33′58″O / 38.20694, -0.56611 | 2,8            |
| Punta La Sierra     | 107        | 38°12′37″N 0°35′12″O / 38.21028, -0.58667 | 3,5            |
| Santa Pola (ciudad) | 24 759     | 38°11′32″N 0°33′18″O / 38.19222, -0.55500 | -              |
| Els Xiprerets       | 63         | 38°12′16″N 0°34′38″O / 38.20444, -0.57722 | 2              |

A finales del siglo XVIII Santa Pola contaba ya con unos 780 habitantes que habrían aumentado a 1400 en 1812. La población creció hasta alcanzar los 2759 habitantes en 1857 y los 4383 en 1887, aunque luego se estancó hasta la década de 1950, primero gracias al incremento de la flota pesquera y luego gracias al impulso del turismo. Tras un fuerte crecimiento demográfico continuado desde la década de 1960, Santa Pola contaba con 36 174 habitantes en el padrón de 2022 (INE), lo que le convierte en el décimo municipio de la provincia de Alicante por población. El 21,8 % de los habitantes censados en 2011 eran de nacionalidad extranjera; el 69,3 % de los foráneos procedían de la Unión Europea, siendo la nacionalidad predominante la británica. Por otra parte, la capacidad hotelera y de apartamentos sobrepasaba las 100 000 plazas a principios del siglo XXI, por lo que en los meses de verano la población real de Santa Pola supera normalmente los 125 000 habitantes, o lo que es lo mismo, llega a cuadruplicar la población empadronada.

### Urbanismo

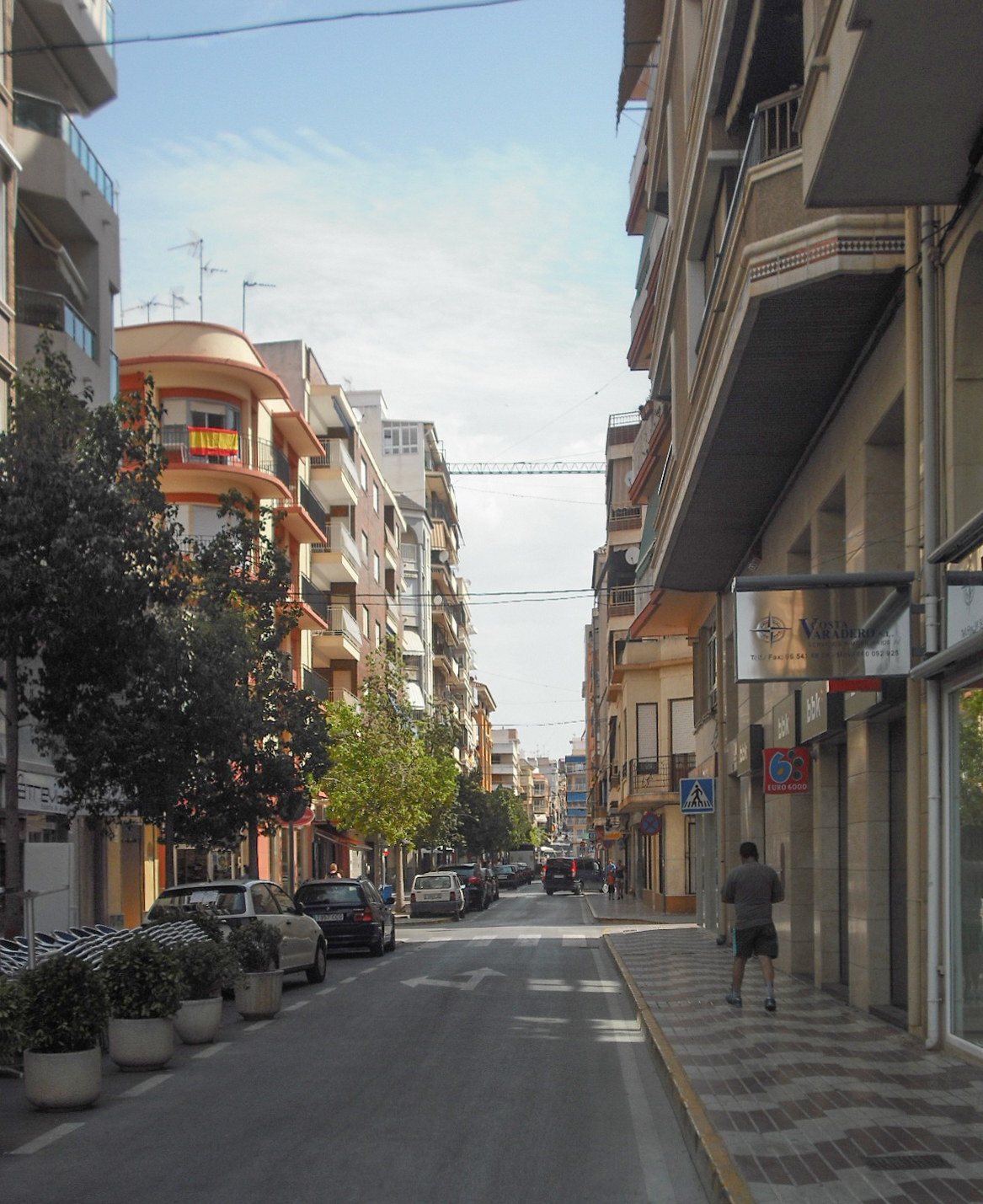
Calle del Muelle

El núcleo urbano actual se desarrolló en el siglo XVII con una serie de viviendas dispuestas al norte de la fortaleza y al borde del camino de Elche. Sin embargo, el poblamiento no se desarrolló hasta principios del siglo XIX, cuando aparecen un buen número de calles dispuestas totalmente detrás de la pantalla defensiva de la fortaleza, mientras que esta última quedaba fuera del entramado urbano. La misma iglesia, que en aquella época ejercía una función central en el desarrollo urbanístico ulterior, se dispuso a una distancia prudencial de la fortaleza militar. Sin embargo, a mediados de siglo el mar había dejado de ser fuente de peligros, y en un plano de 1863 ya aparece edificada la primera mitad de la calle del Muelle, inicio de la expansión hacia la línea de costa. El Diccionario de Madoz (1845-1850) describe Santa Pola diciendo que se conforma de "15 calles anchas, despejadas y rectas, y una plaza principal". Entre la década de 1860 y la de 1930 la población creció poco, y lo mismo sucedió con el número de edificaciones, que, no obstante, fueron alineándose a lo largo de ejes ortogonales en dirección al puerto. Fue el impulso turístico de la década de 1960 el verdadero motor de la expansión urbanística de Santa Pola. Las primeras construcciones afectaron a la playa Lisa y a Santa Pola del Este, con casas de una o dos alturas, pero pronto comenzaron las grandes actuaciones a base de edificios de apartamentos de ocho y diez alturas a los que más tarde se añadirían los adosados en las laderas de la sierra.

### Transporte y comunicaciones
Por el término de Santa Pola circulan las siguientes carreteras:
- CV-92: antigua N-332, enlaza El Altet con la AP-7 a la altura de Pilar de la Horadada
- CV-851: enlaza El Altet con Elche
- CV-865: enlaza Santa Pola con Elche

Para información adicional sobre los servicios de taxi y transporte local en Santa Pola, puede consultarse la página oficial de Taxi Santa Pola, que ofrece detalles sobre horarios, tarifas y áreas de servicio.

## Economía

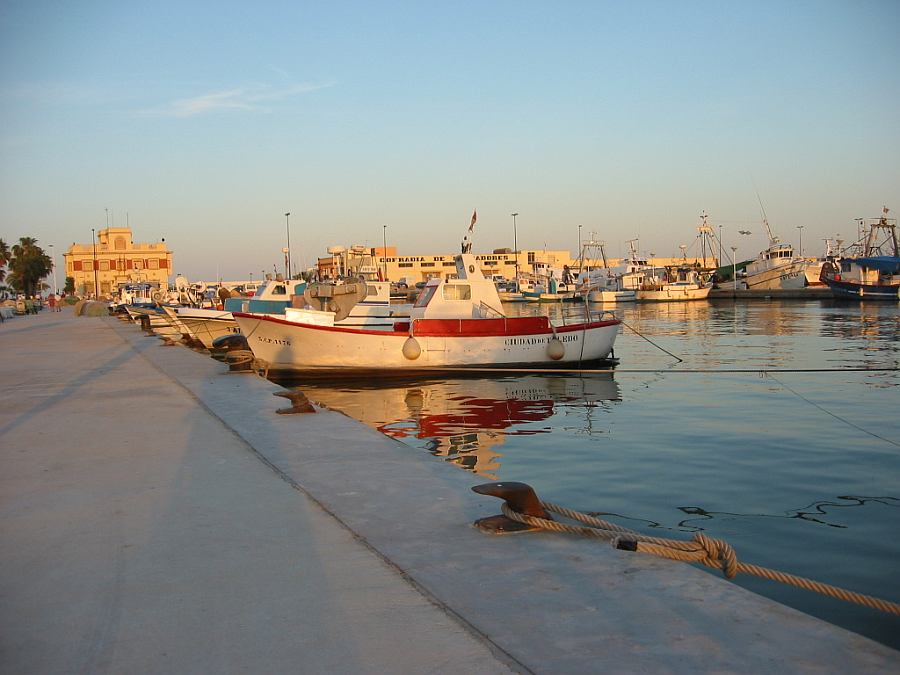
Vista parcial del puerto

La economía tradicional de Santa Pola ha estado basada tradicionalmente en la agricultura, la artesanía y principalmente la pesca. En 2003 apenas el 1,3 % de la población activa se dedicaba a la agricultura, que solo alcanza cierta rentabilidad si está ayudada por el riego artificial, como así sucede con las casi 200 hectáreas que hay plantadas de naranjos (102), mandarinos (74) y granados (18), a las que acompañan otras 230 dedicadas a hortalizas, donde se cosechan melones, escarolas, alcachofas y, desde hace algunos años, brócoli.
La pesca, por su parte, ocupaba al 8,13 % y, aunque con cierto peso, ya no reviste la gran importancia que tuvo hasta la década de 1980, cuando era la sede de la mayor flota pesquera valenciana y sus barcos (con casi 1700 marineros) se dedicaban a la pesca de altura en el mar de Alborán y en las islas Canarias. Actualmente en Santa Pola solo quedan barcos pequeños que faenan entre las costas española y argelina y el volumen de pesca desembarcada ha caído de las 6000 o 7000 toneladas de la década de 1970 a las 4151 de 2001 y a solo 2753 en 2003. Las mayores capturas son de pescadilla, salmonete, crustáceos y moluscos, que son comercializados en la misma lonja y distribuidos por toda la franja litoral desde Alicante hasta Almería.
El mantenimiento de la flota pesquera motivó en su día la formación de astilleros, que actualmente tienen mejor clientela en la navegación deportiva. El resto de la industria local es poco importante a excepción de la extracción de sal y a las derivadas de la construcción y el turismo. El resto de la población está dedicada al sector servicios que es, con diferencia, el principal motor económico de la localidad.

## Administración y política
| Periodo   | Nombre                    | Partido | Partido                                         |
| --------- | ------------------------- | ------- | ----------------------------------------------- |
| 1979-1991 | Francisco Conejero Bas    |         | Partit Socialista del País Valencià (PSPV-PSOE) |
| 1991-1999 | Pascual Tomás Orts Antón  |         | Partido Popular (PP)                            |
| 1999-2003 | Francisco Conejero Bas    |         | Partit Socialista del País Valencià (PSPV-PSOE) |
| 2003-2015 | Miguel Zaragoza Fernández |         | Partido Popular (PP)                            |
| 2015-2019 | Yolanda Seva Ruiz         |         | Partit Socialista del País Valencià (PSPV-PSOE) |
| 2019-2023 | Loreto Serrano Pomares    |         | Partido Popular (PP)                            |

| Partido político                                | 2023  | 2023  | 2023       | 2019  | 2019  | 2019       | 2015  | 2015  | 2015       | 2011  | 2011  | 2011       | 2007  | 2007  | 2007       |
| Partido político                                | Votos | %     | Concejales | Votos | %     | Concejales | Votos | %     | Concejales | Votos | %     | Concejales | Votos | %     | Concejales |
| Partido Popular (PP)                            | 7098  | 48,05 | 11         | 5475  | 40,74 | 10         | 5353  | 37,97 | 9          | 8049  | 61,07 | 13         | 8004  | 63,76 | 14         |
| Partit Socialista del País Valencià (PSPV-PSOE) | 3728  | 25,24 | 6          | 3092  | 23,01 | 6          | 2631  | 18,66 | 4          | 2945  | 22,34 | 5          | 3342  | 26,62 | 6          |
| Vox                                             | 1751  | 11,85 | 2          | 683   | 5,08  | 1          | —     | —     | —          | —     | —     | —          | —     | —     | —          |
| Compromís                                       | 1486  | 10,06 | 2          | 942   | 7,01  | 1          | 1644  | 11,66 | 3          | 1236  | 9,38  | 2          | —     | —     | —          |
| Ciudadanos (CS)                                 | 303   | 2,05  | 0          | 1501  | 11,17 | 3          | 1660  | 11,78 | 3          | —     | —     | —          | —     | —     | —          |
| Esquerra Unida del País Valencià (EUPV)         | —     | —     | —          | 503   | 3,74  | 0          | 753   | 5,34  | 1          | 661   | 5,01  | 1          | 1063  | 8,47  | 1          |
| Sí Se Puede Santa Pola                          | —     | —     | —          | —     | —     | —          | 1094  | 7,76  | 1          | —     | —     | —          | —     | —     | —          |

## Cultura

### Patrimonio

#### Patrimonio arquitectónico

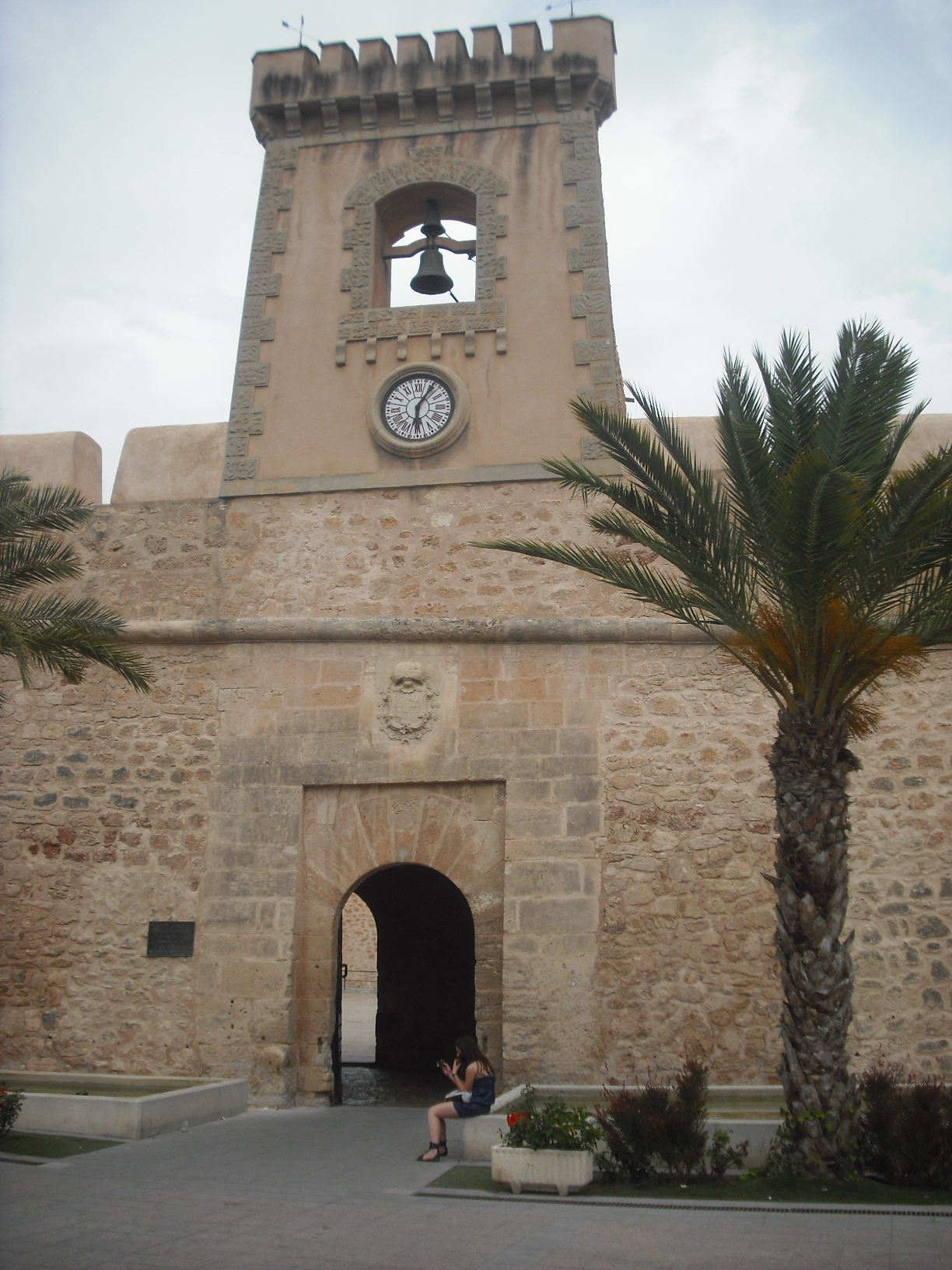
Puerta de acceso al castillo-fortaleza

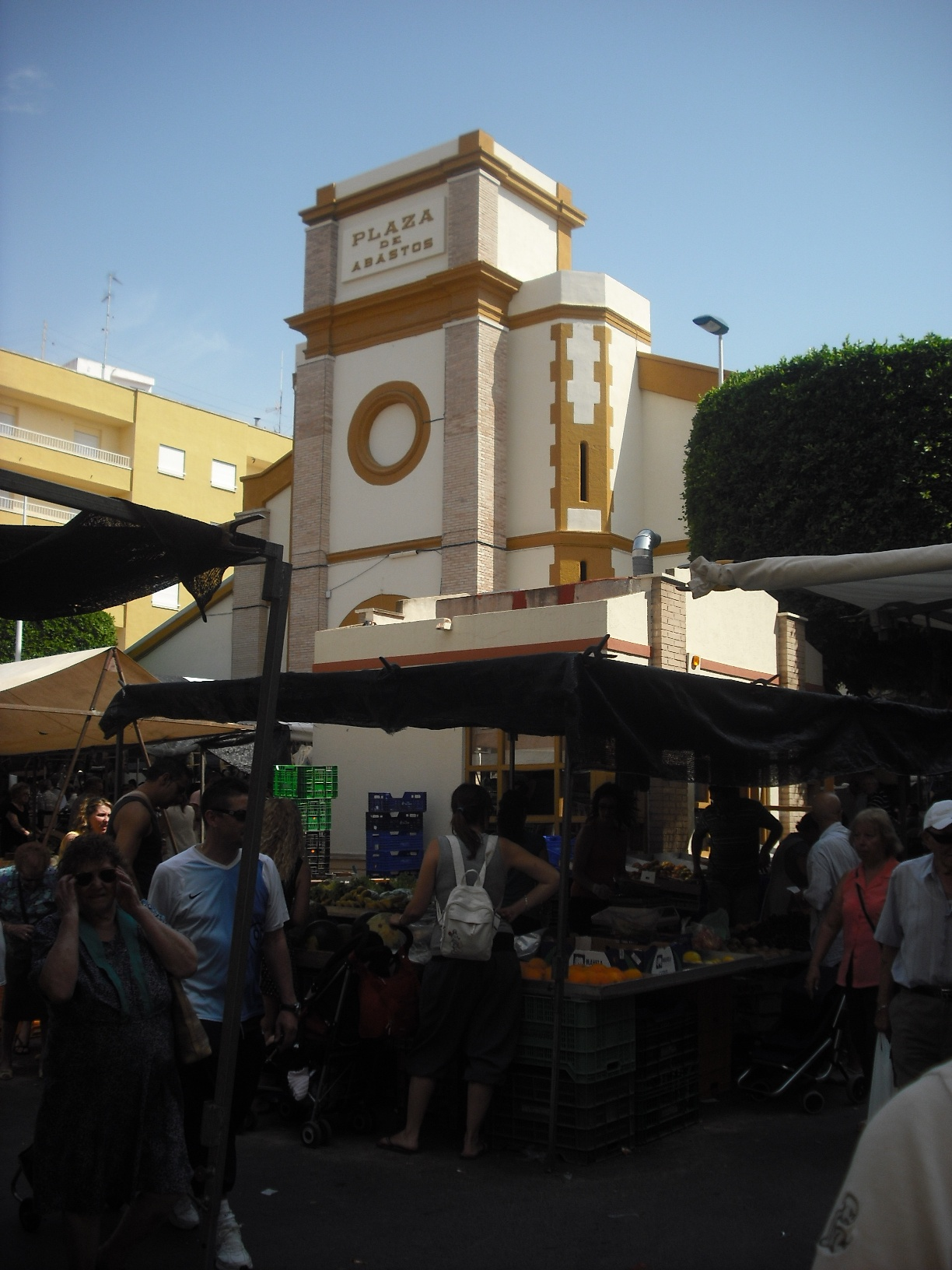
Plaza de Abastos

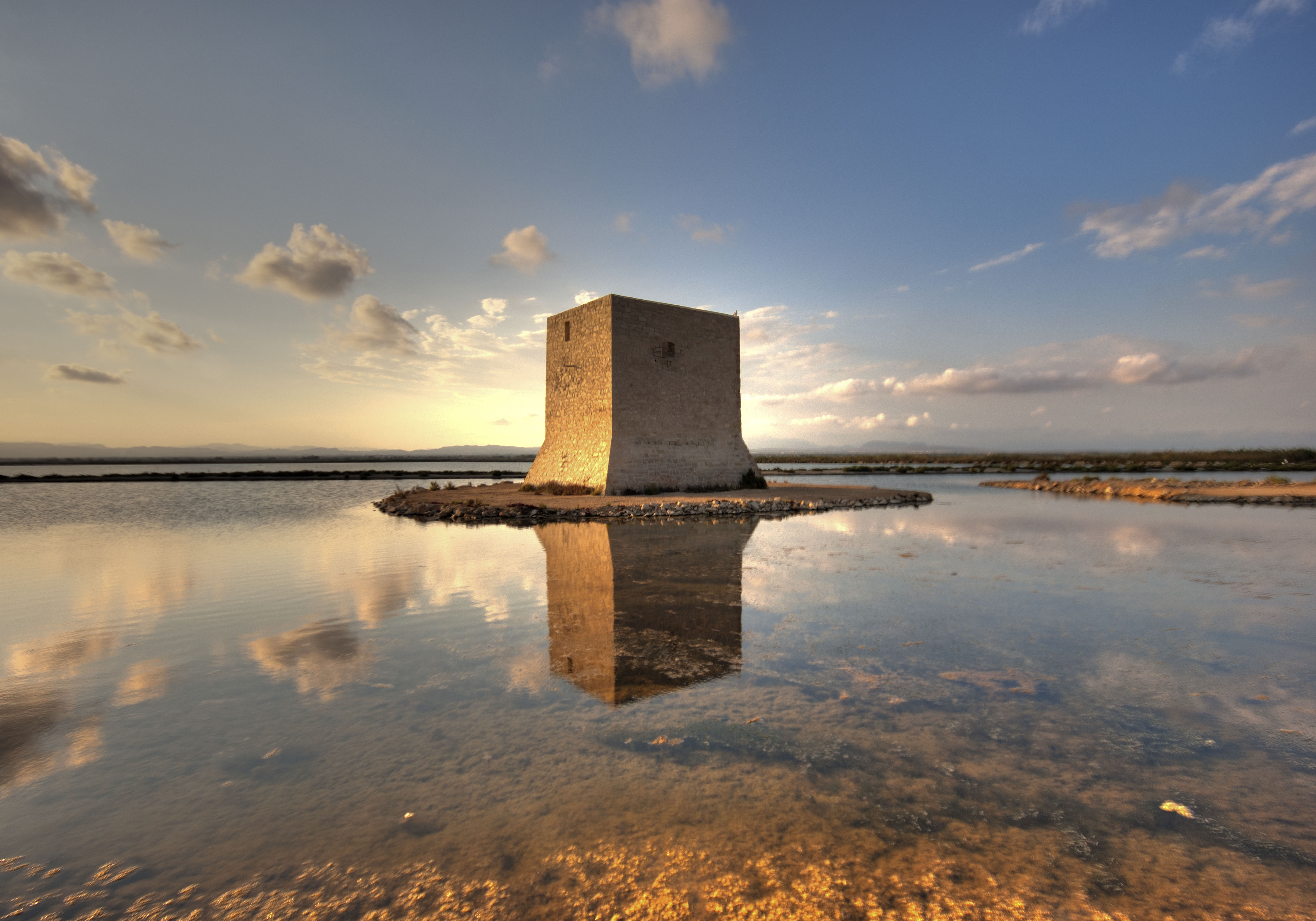
Torre vigía Tamarit

- Castillo-Fortaleza de Santa Pola: El Castillo-Fortaleza, de estilo militar renacentista, se construyó en 1557 por encargo del virrey de Valencia y señor de Elche, Bernardino de Cárdenas, para la protección y defensa de los marineros frente a los ataques de los piratas y corsarios. Previamente había existido en el mismo lugar una torre, edificada en 1334 para defensa del puerto.[23] El edificio es de planta rectangular, con estructura de mampostería, piedra gruesa en sus muros y sillería en sus vértices. En su interior contaba con dependencias militares, almacenes, horno y aljibe. La actual puerta principal data del siglo XVIII, en que se abrió para sustituir a la anterior, colocada en el muro opuesto. Actualmente se ha convertido en un Centro Cultural en el que se desarrollan diversas actividades. En su interior se encuentran el Museo del Mar, el Museo de la Pesca, la Capilla Virgen de Loreto y la Sala Municipal de Exposiciones.[23]
- Torres vigía: Se trata de torres de vigilancia costera se construyeron en 1552 como sistema preventivo contra los ataques de los piratas berberiscos. Están emplazadas estratégicamente para avisar la llegada del agresor, de forma que se comunicaban entre sí, por medio de ahumadas de día y luminarias de noche. Son:
  - Torre de Tamarit: Situada en las Salinas,[24] se trata de una torre de planta cuadrada realizada con materiales de mampostería con unos sillares reforzando sus esquinas.
  - Torre de Escaletes (Torre d'Escaletes): Situada en la sierra, su construcción data del siglo XVI, si bien parece ser que fue levantada sobre otra torre de origen musulmán. Levantada con muros de mampostería, su altura es de ocho metros y cuenta con ménsulas de piedra en su parte superior. Ha sido declarada Bien de Interés Cultural por el Consell de la Generalidad Valenciana.[25]
  - Torre de la Atalayola (Torre de la Talaiola): Situada en el punto más alto del cabo, en 1858 se construyó el faro sobre ella.[26]
  - Torre del Carabassí: Edificada con muros de mampostería y de forma cilíndrica, en la actualidad se encuentra en ruinas. Ha sido declarada Bien de Interés Cultural por el Consell de la Generalidad Valenciana.[27]
- Faro: se halla emplazado en el extremo este del Cabo de Santa Pola, sobre una antigua torre vigía del siglo XVI, denominada "Atalayola", en un acantilado de 144 m sobre el nivel del mar a unos 360 m de la costa.[28] Fue instalado en 1858 para la orientación de los barcos que por la noche navegan por estas costas, sobre todo para los buques de la Armada, que en el año de su construcción fondeaban en la bahía de Santa Pola.[12]
- Puerto: Su actividad se remonta al siglo IV a. C., aunque con distinto emplazamiento. Ha sido testigo de importantes acontecimientos históricos, como la salida de los moriscos de Elche tras su expulsión en 1609, y la visita de la Escuadra Real en la que viajaba Alfonso XII en 1877.[12] El puerto actual data de 1911, cuando se amplió el dique destruido por un temporal en 1909, construyéndolo con 169 m de largo y 40 m de ancho. Este, sin embargo, seguía siendo insuficiente, por lo que en 1931 se amplió 487 m más.[14] En 1953 se emprendió la configuración definitiva del puerto a petición de los pescadores, con la construcción de un contradique de escullera (552 m) y la prolongación en 198 m del dique anterior, obras que acabaron en 1966.[14] A partir de entonces se intensificó el uso turístico, inaugurándose en 1980 el Club Náutico de Santa Pola, ante el cual había 550 amarres. En la década de 1990 la Generalidad Valenciana lo amplió, construyendo un pequeño espigón en medio del puerto, sobre el que se dispusieron 434 amarres nuevos.[14] Sus principales actividades son la pesca, el turismo y la exportación de sal.[14]
- Molino de la Calera: Es un molino de viento construido en 1771 para abastecer de molienda de grano a la población; en sus cercanías se hallaba una calera, a la que debe su nombre.[12] Desde él se pueden disfrutar vistas panorámicas de la villa y del parque natural.
- Mercado de Abastos: Se construyó en 1935 sobre una iglesia de principios del siglo XIX derribada como consecuencia de un terremoto, y que en sus inicios fue un proyecto de templo academicista.[12]
- Aljibes del Massapà: Se trata de un conjunto de tres aljibes destinados a guardar el agua potable procedente de la lluvia y fueron construidos alrededor del siglo XVIII para abastecer a la creciente población. Después, esta agua se vendía ambulantemente en tinajas transportadas por carros.[12] Estuvieron en uso hasta la primera mitad del siglo XX, cuando se abandonaron dada la instalación de agua corriente y regadíos modernos en la posguerra y la desaparición de muchos cultivos.[12]

#### Patrimonio arqueológico

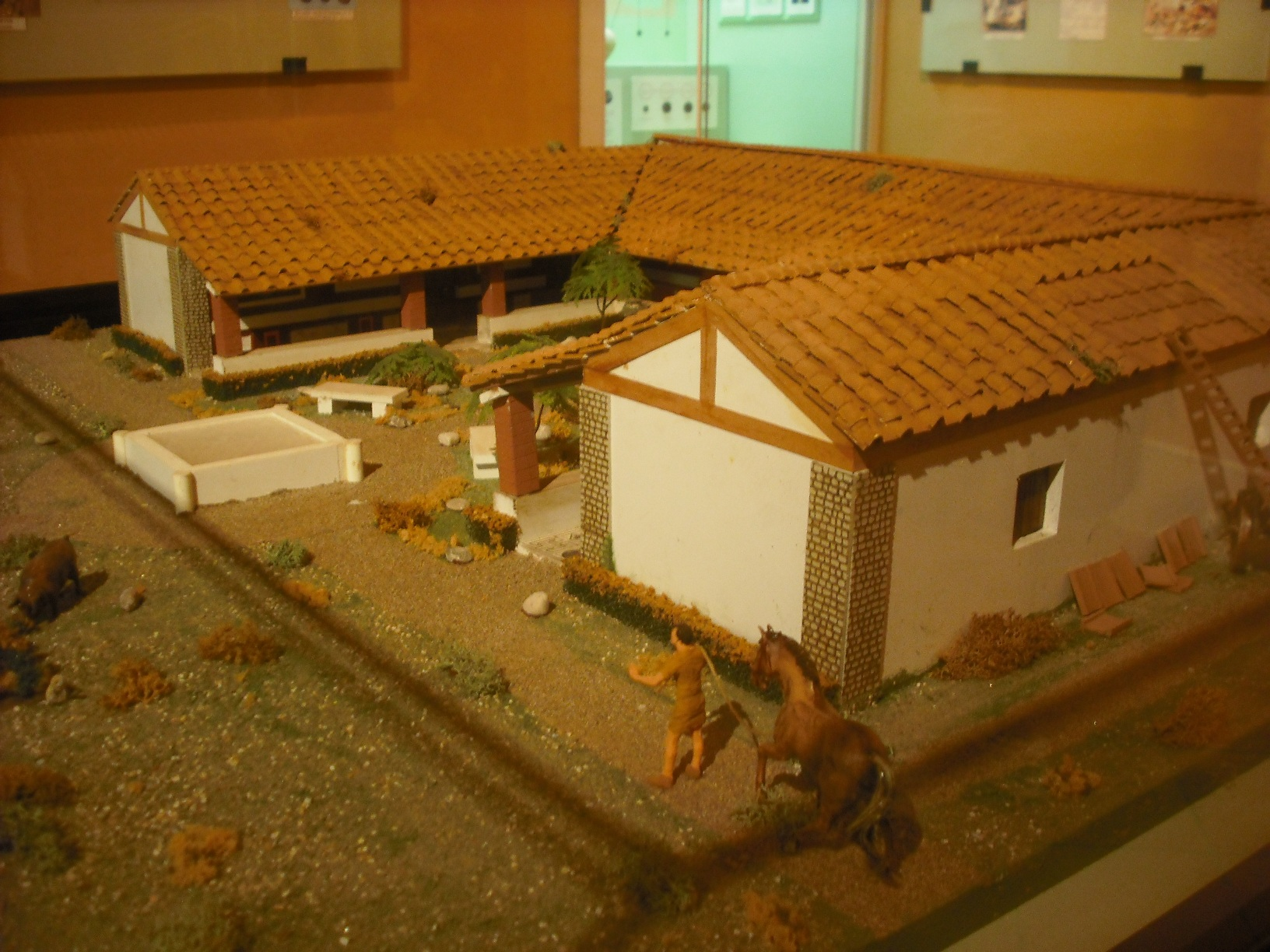
Reconstrucción de la villa romana que se halla en el Museo del Mar

- Villa romana del Palmeral: Se trata de una villa romana del siglo IV, que contiene mosaicos polícromos de estilo geométrico. Esta mansión era la residencia de una familia rica, que desarrollaría su actividad en el Portus Illicitanus.[12]
- Portus Illicitanus: Los vestigios del antiguo puerto de la ciudad de Illici, situados en el parque del Palmeral,[14] contienen restos de una zona comercial de la ciudad romana,[7] con muros de viviendas, un pequeño patio con aljibe de los siglos I al IV y varios almacenes. En sus cercanías se ha hallado una gran necrópolis romana, similar en cronología a la de Tarragona.[29]

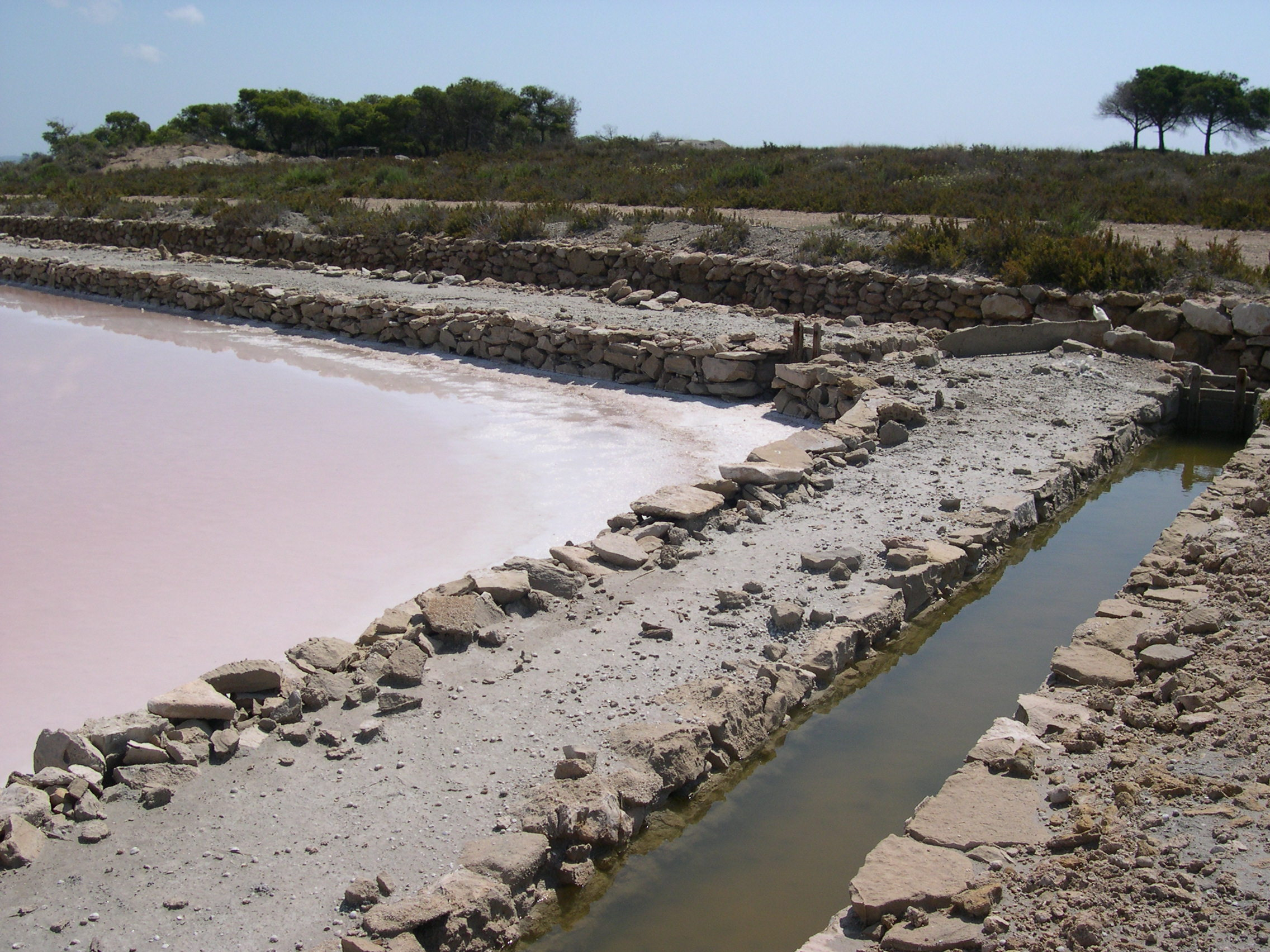
Salina en Santa Pola

### Patrimonio natural
- Parque natural de las Salinas de Santa Pola: Las salinas tiene su origen en la antigua Albufera de Elche, que adoptó su configuración actual como consecuencia de la instalación de las explotaciones salineras a finales del siglo XIX.[30] Están declaradas parque natural y ZEPA, dada la constante presencia del flamenco y la cigüeñuela. Tiene una extensión de 2470 ha, ubicándose la explotación salinera en la costa.[30] La dinámica de la salina consiste en hacer circular el agua marina por un circuito de balsas para obtener la concentración de sales como consecuencia de la evaporación. Las aves se alimentan de los peces e invertebrados que penetran en las salinas, mientras que la producción salinera se beneficia de la riqueza mineral aportada por la avifauna. En la flora predominan los saldares, los carrizales y la vegetación dunar.[31] El Centro de Información del Parque alberga el Museo de la Sal, instalado en un antiguo molino salinero.[30]
- La sierra y el cabo: La sierra es una formación acantilada que se eleva 144 m sobre el nivel del mar, en cuyas estribaciones se encuentra el cabo de Santa Pola, espacio de gran interés ambiental. Esta estructura es uno de los escasos ejemplos de arrecife fósil, de origen miopliocénico, del litoral mediterráneo.[32] Esta evidente importancia geológica va ligada a una interesante vegetación y fauna. Además, el Sistema Valenciano de Espacios Naturales (SVENI) incluye en su catálogo el Cabo y el Arrecife Messiniense de Santa Pola como Ruta de Interés Geológico.
- Playas: Santa Pola cuenta con más de 11 km de playas. Las urbanas cuentan con la mayoría de los servicios típicos, como acceso para minusválidos, pasarenas, lavapiés, servicio de socorrismo y de limpieza, teléfonos públicos, paradas de autobús, juegos deportivos, etc. De norte a sur, son las siguientes:
  - Mare de Déu: Es la única de las ubicadas al este que presenta unas características típicas de rocas y arena oscura, consecuencia de su exposición en el extremo del cabo de Santa Pola. Tiene unas dimensiones de 830 m de longitud y 10 m de anchura media.[33]
  - Santa Pola del Este: Dispone de gran cantidad de servicios, sobre todo en la temporada estival. Las dos calas que en este sector se sitúan son de arena fina; el resto de la zona es de rocas. Tiene unas dimensiones de 1270 m de longitud y 15 m de anchura media.[34]
  - Playa Varadero: Es una playa semiurbana de arena fina. Tiene 475 m de longitud y 62 de anchura media.[35]
  - Calas de Santiago Bernabéu: Junto a la playa de Levante, en el puerto marítimo, conforman un complejo espacio artificial al sur de la ciudad. Es una playa urbana, de arena oscura y aguas tranquilas, con un amplio paseo que la recorre y desde el cual se puede acceder a ella a través de escaleras y rampas. Tiene unas dimensiones de 1000 m de longitud y 30 m de anchura media.[36]
  - Gran Playa: Está ubicada en el golfo de Santa Pola, a 70 m del Club Náutico. Presenta unas dimensiones de 1100 m de longitud y 50 m de anchura media.[37]
  - Playa Lisa: Su extensión es de 600 m y su anchura media de 120 m. Debe su nombre a su reducida pendiente.[38]
  - Playa del Tamarit: Está situada en la zona de costa colindante con el parque natural de las Salinas de Santa Pola. Urbana, es de arena oscura y ostenta el distintivo de Bandera Azul. Tiene unas dimensiones de 1100 m de longitud y 50 m de anchura media.[39]

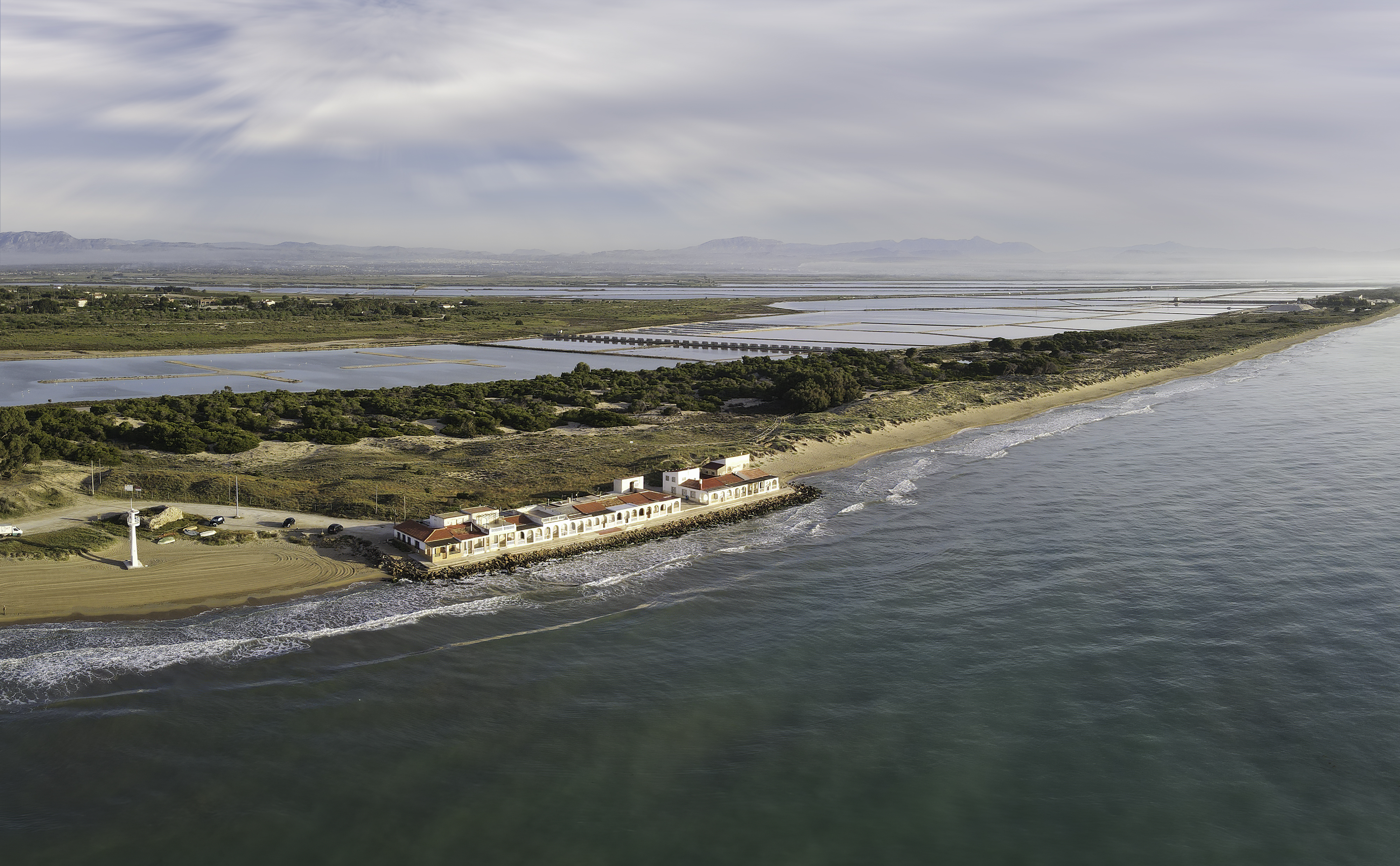
Playa de El Pinet y en segundo plano las salinas de Santa Pola

- - Playa del Pinet: Se halla junto al parque natural de las Salinas de Santa Pola y forma parte del espacio protegido por la Conselleria de Medio Ambiente. De arena dorada, su longitud es de 3200 m y su anchura media de 20 m.[40]

### Museos

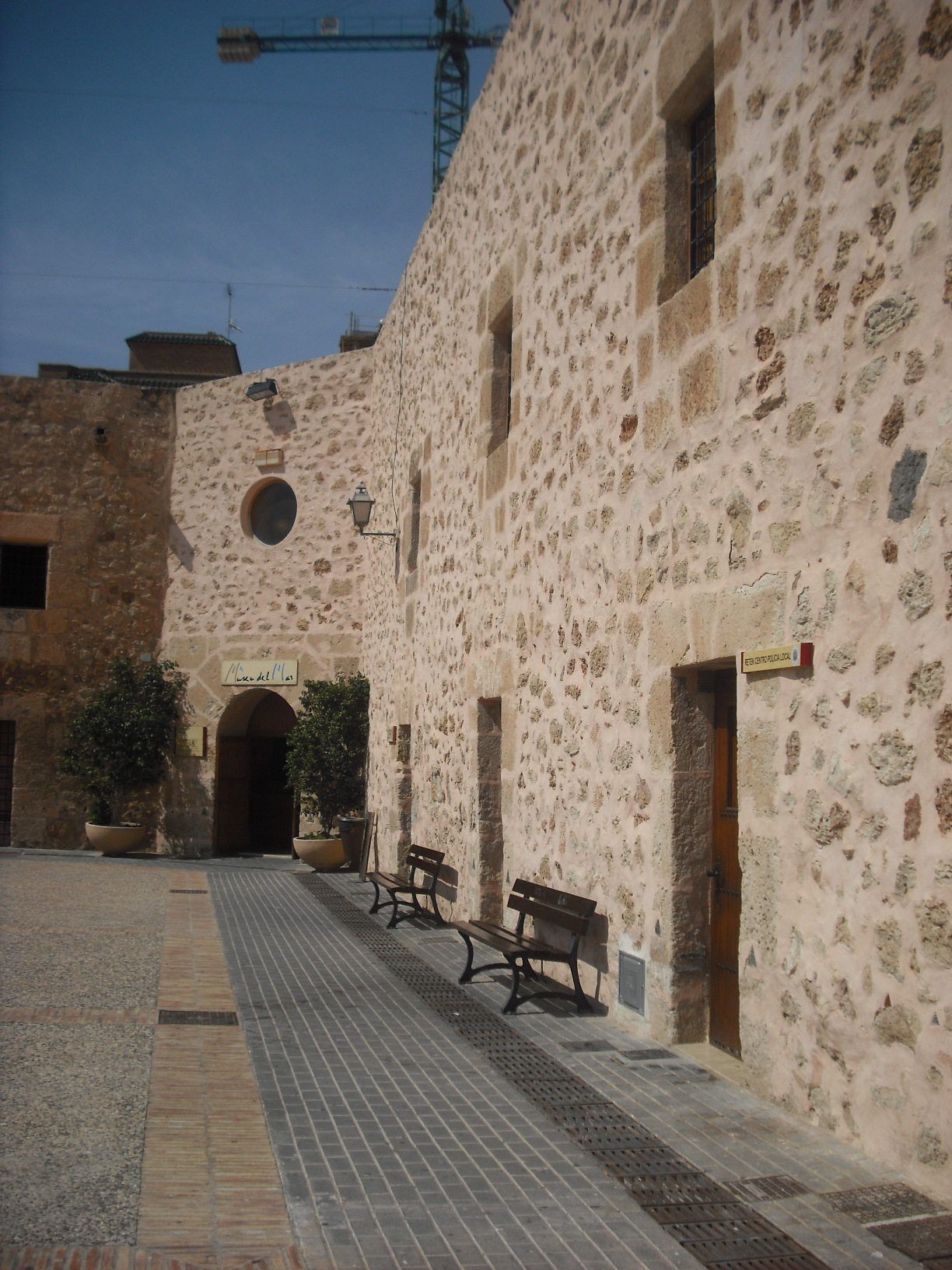
Acceso al Museo del Mar

- Museo del Mar: Se centra en la historia de Santa Pola, con seis temas principales: la Prehistoria, los íberos, el puerto romano, la fortificación de la costa, la pesca y las salinas.[41]
- Museo de la Pesca: Se centran en los distintos aspectos en que el mar ha afectado y afecta la vida de las personas: la navegación, la cartografía, las tradiciones marineras, la carpintería de ribera, el puerto, el culto religioso, el comercio, la vida cotidiana, etc.[42]
- Acuario Municipal: Inaugurado en 1983, es el más antiguo de la Comunidad Valenciana y posee 9 grandes expositores que dan a conocer la flora y fauna del Mediterráneo. La mayoría de las especies que recoge el acuario han sido donadas por los marineros de Santa Pola.[43]
- Museo de la Sal: Está ubicado en las instalaciones de un antiguo molino de sal, en el parque natural de las Salinas de Santa Pola.[30] Reconocido oficialmente el 20 de junio de 1991, en él se exponen y explican diversos aspectos de la sal, como sus usos, sus características, su importancia en la historia, su consumo y su explotación pasada y actual, a la vez que se hace un recorrido por el antiguo molino.[44] Dispone de un observatorio de aves y la posibilidad de realizar visitas guiadas al parque natural de las Salinas.[30]

### Patrimonio inmaterial
- Mig Any: Tiene lugar el primer fin de semana del mes de marzo, como preludio de las Fiestas de Moros y Cristianos que se celebran medio año después, en septiembre.[45]
- Romería del Cap: Se celebra en junio en honor a la Virgen del Rosario.[45]

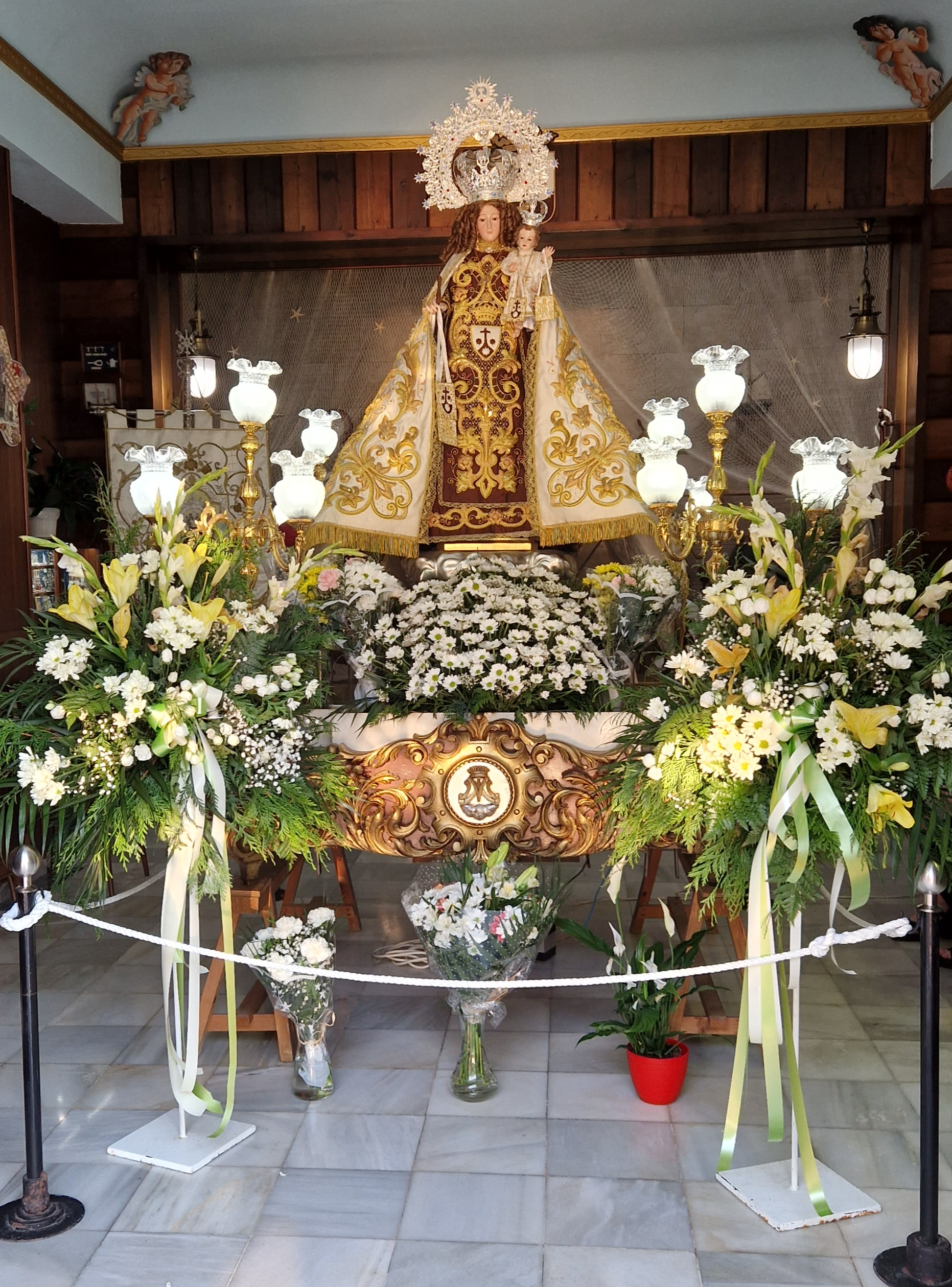
Virgen del Carmen

- Virgen del Carmen: Se celebra el 16 de julio con misas, una ofrenda floral a los pescadores desaparecidos, procesión y fuegos artificiales.[7][45][46]

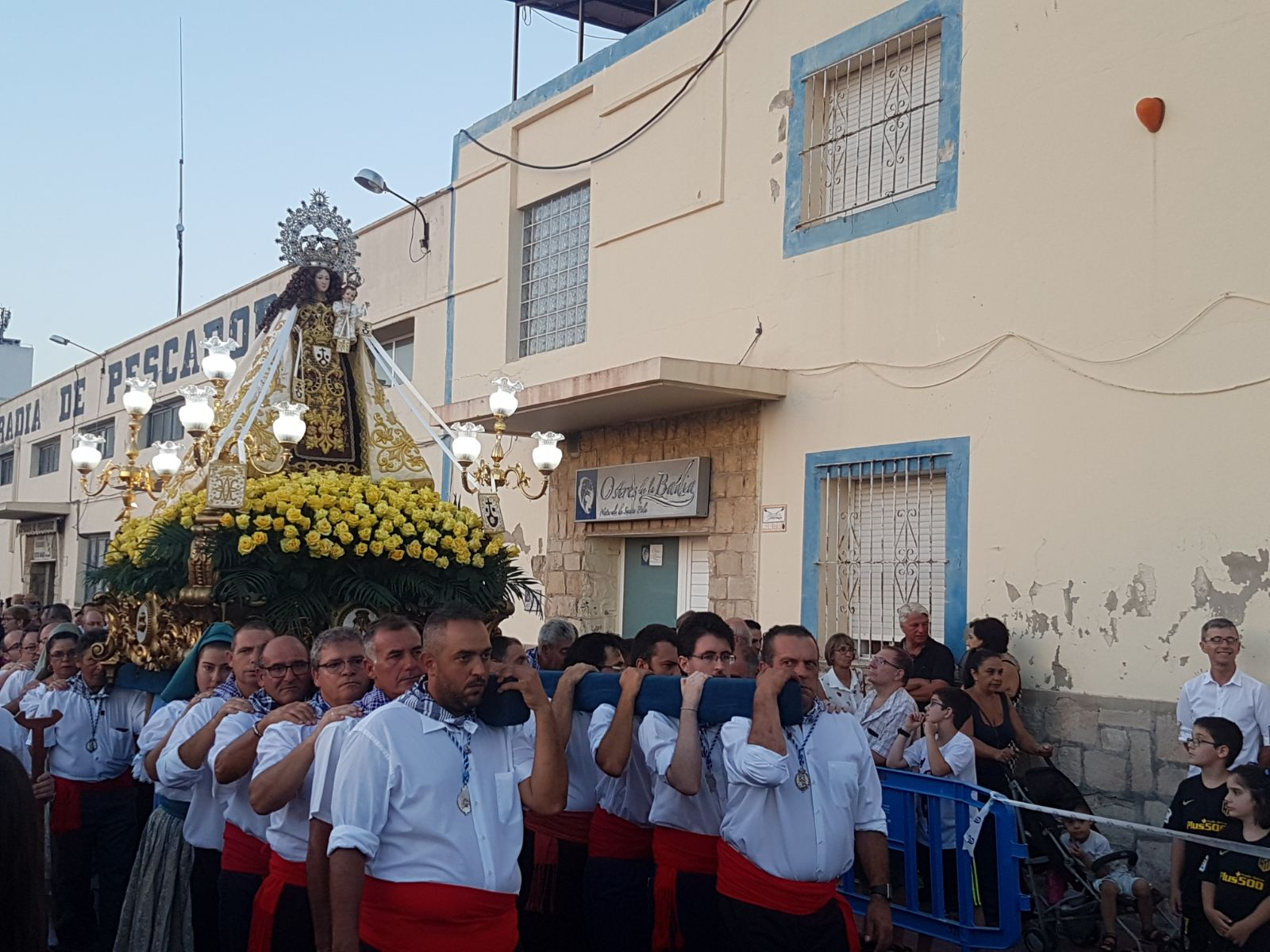
Procesión de la Virgen del Carmen

- Del 31 de agosto al 8 de septiembre se celebran las fiestas de Moros y Cristianos y Fiestas Patronales en honor a la Virgen de Loreto, con desembarco, embajadas, conquista y reconquista de moros y cristianos, desfiles, fuegos artificiales, ofrenda floral a la patrona, procesión, juegos infantiles y competiciones deportivas. Algunos eventos destacados son: 1 de septiembre: Embajada Mora frente Fortaleza solicita rendición del Castillo al Bando Cristiano. Sostraca, rendición y toma del mismo por las huestes moras. 2 de septiembre: Reconquista Cristiana: combate simulado, rendición y entrega de la plaza por parte del Bando Moro. 3 de septiembre: Entrada de Moros y Cristianos. 6 de septiembre: Desfile Multicolor de carrozas y comparsas a cargo de la Unió de Festers y Castillo de Fuegos Artificiales. 7 de septiembre: Ofrenda Floral a Nuestra Patrona la Virgen de Loreto en la Capilla del Castillo Fortaleza y espectáculo pirotécnico. 8 de septiembre: Solemne Procesión de Nuestra Patrona. Castillo de Fuegos Artificiales y potente bomba final.
- Venida de la Virgen de Loreto: El día 10 se conmemora la Venida de la Virgen de Loreto a Santa Pola, con una pequeña procesión desde el puerto hasta su capilla. Según la leyenda, en 1643, un pesquero con destino a otro puerto se vio obligado a recalar en Santa Pola por causa de un fuerte temporal; en el barco viajaba como pasajera una imagen de la Virgen de Loreto. Cuando amainó el temporal, el barco se hizo a la mar y tuvo que regresar a puerto tres veces más antes de poder partir, por lo que los tripulantes y autoridades entendieron que la Virgen de Loreto deseaba quedarse en Santa Pola.

### Gastronomía
La base de la gastronomía santapolera es el pescado y el arroz, sazonados con aceite de oliva, azafrán, ñoras, clavo y sal. Son tradicionales el arroz a banda y arroz negro, así como los guisos: bollitori, gazpacho de mero, caldereta de langosta y el típico caldero.

### Lenguas
Santa Pola, de acuerdo con el artículo 35 de la Ley 4/1983, de 23 de noviembre, de uso y enseñanza del valenciano, es una localidad de predominio lingüístico valenciano. Además, y según reconoce la Constitución Española de 1978 en su artículo 3.º, el valenciano es cooficial junto con el español. La última encuesta de usos lingüísticos del INE confirma que un 90 % de la población conoce el valenciano. Aparte, y especialmente en el barrio residencial de Gran Alicante, se hablan otras lenguas originadas por los procesos migratorios, especialmente el inglés.
La variedad dialectal valenciana que se habla es el subdialecto alicantino. Destacan, como elementos lingüísticos característicos, la pérdida de la d intervocálica final (cansada = /cansà/); la asimilación vocálica (terra = /tɛrrɛ/); el uso de la ese sonora en la terminación -ció (combinació = /combinazió/) y en las s finales de palabra seguidas de vocal; léxico autóctono (mamola, arritranco, avixirugo); etc. El habla de Santa Pola presenta, además, algunos rasgos propios del catalán oriental, lo que provoca que, en algunas ocasiones, la fonética santapolera esté más cerca del habla de Tarragona o Barcelona que de las de Valencia.
El filólogo y eclesiástico Antoni Maria Alcover pasó por Santa Pola en su recogida de datos para lo que sería el Diccionario catalán-valenciano-balear. En aquel momento, a principios del siglo XX, consideró a Santa Pola como la frontera sur de la lengua catalana. En nuestros días esta afirmación se ha rectificado para considerar la vecina población de Guardamar como la localidad valencianoparlante más meridional.

### Deporte
El clima de Santa Pola es propicio la mayor parte del año para la práctica de footing, senderismo, cicloturismo, mountain bike o parapente. Además, la situación protegida de la bahía es favorable a la práctica de windsurf, kitesurf, vela, natación, paddle sup o submarinismo.
Desde 1990, la Media Maratón Villa de Santa Pola consigue reunir cada mes de enero a más de 6000 atletas, mientras que la Duatlón Cross Memorial Pepe Bonet suele contar con unos 900 participantes. La Travesía a Nado Tabarca-Santa Pola es la de mayor participación en pruebas en mar abierto desde una isla hasta la costa. Tiene también un notable interés la popular Carrera al Amanecer que se realiza desde 1994 el último domingo de agosto y que transcurre al amanecer por los distintos paseos marítimos.